# Museo tecnico navale
Das Museo tecnico navale in La Spezia ist ein Marinemuseum der italienischen Marine. Es befindet sich am Haupteingang des Marinearsenals.

## Ausstellung
Während das Marinemuseum Venedig eher auf die Geschichte der Seefahrt im Allgemeinen und der Marinegeschichte der Republik Venedig im Besonderen ausgerichtet ist, liegt der Schwerpunkt des Marinemuseums La Spezia eher im technischen Bereich. Eine besondere Rolle spielt die Ausrüstung der italienischen Marinespezialeinheiten, die in La Spezia gegründet wurden und dort bis heute stationiert sind.

## Geschichte
Die Geschichte des Museums lässt sich bis ins 16. Jahrhundert zurückverfolgen. Mit der Einigung Italiens unter dem Haus Savoyen entstand 1861 die italienische Marine. Deren Ursprünge gehen unter anderem auf Amadeus VII. von Savoyen zurück, der 1388 die Grafschaft Nizza und damit einen Zugang zu Meer erwarb. Ab 1430 diente Villefranche-sur-Mer als Kriegshafen des Herzogtums Savoyen. Unter Herzog Emanuel Philibert und dessen Admiral Andrea Provana wurden die kleinen Seestreitkräfte reorganisiert und institutionalisiert, die sich dann 1571 unter Provana an der Seeschlacht von Lepanto beteiligten. Nach der Schlacht wurde in Villefranche (oder Villafranca) eine kleine marinehistorische Sammlung eingerichtet und im Lauf der Zeit ausgebaut. Wegen der napoleonischen Besetzung der Festlandbesitzungen zog das Marinemuseum 1799 mit Karl Emanuel IV. nach Cagliari auf Sardinien. Nach dem Ende der napoleonischen Herrschaft erhielten die Savoyer 1815 auch das Gebiet der ehemaligen Republik Genua und damit den bedeutenden Hafen von Genua. Dort baute Admiral Giorgio Des Geneys die kleine Marine wieder auf. In Genua fand auch das Marinemuseum eine neue Heimat.
1860 und 1861 wurden die Seestreitkräfte der anderen italienischen Staaten in die Marine der Savoyer eingegliedert, die damit zur italienischen Marine (Regia Marina) wurde. Gleichzeitig erweiterte man das Marinemuseum in Genua um etliche Exponate der eingegliederten Marinen. In den Jahren danach entstand unter der Leitung von Domenico Chiodo der neue Kriegshafen von La Spezia, wohin 1870 alle in Genua beheimateten Dienststellen und Einheiten der Marine zogen, darunter auch das Marinemuseum. In La Spezia gab es zu diesem Zeitpunkt noch keine geeigneten Ausstellungsbauten für das Museum, das in Provisorien untergebracht werden musste. In den folgenden Jahrzehnten verstärkte sich der marinetechnische Aspekt des Museums.
1923 konnte das Museum dank der Arbeit des Admirals Ugo Conz die Zeit der Provisorien hinter sich lassen. Das neugeordnete Museum erhielt seinen heutigen Namen Museo Tecnico Navale. Auch das Museo Storico Navale in Venedig wurde de facto neugegründet.
Im Zweiten Weltkrieg wurde La Spezia von den Alliierten wiederholt aus der Luft angegriffen. Der Marinestützpunkt, das Arsenal und auch das Marinemuseum erlitten schwere Zerstörungen. Für die verbliebenen oder restaurierten Exponate plante man einen Neubau, der am 12. Mai 1958 eröffnet wurde. 